# Diecezja Banfora
Diecezja Banfora (łac. Diœcesis Banforensis) – diecezja rzymskokatolicka w Burkina Faso, ze stolicą w Banforze. Powstała 27 czerwca 1998 z części terenu diecezji Bobo-Dioulasso.

## Główne świątynie
- Katedra: Katedra św. Piotra w Banforze

## Biskupi diecezjalni
- Bp Lucas Kalfa Sanou (od 1998)